# Peterbilt
Peterbilt Motors Company é uma fabricante estadunidense de caminhões médios e pesados (classes 5 a 8), com sede em Houston, Texas. A empresa é uma subsidiária da PACCAR. Fundada em 1939, a Peterbilt opera fábricas em Madison, Tennessee (desde 1969), Houston, Texas (desde 1980) e Sainte-Thérèse, Quebec. Desde o início dos anos 1960 até meados de 1980, a empresa esteve sediada na Baía de São Francisco com a sede principal, departamento de peças e todas as principais instalações em Newark, Califórnia. A fábrica de Newark fechou em 1986 e a sede foi transferida para Houston em 1993.

## História
No início do século XX, em Tacoma (Washington), o empresário produtor de madeira T.A. Peterman deparou-se com um problema de logística: ele não conseguia levar as toras derrubadas na floresta para sua serraria de forma rápida e eficiente. A fim de melhor aproveitar os recursos florestais, seria necessário melhorar os métodos utilizados até então: troncos flutuantes no rio, tratores a vapor, e uso da força do cavalo. Peterman sabia que se ele pudesse desenvolver a então incipiente tecnologia do automóvel e construir caminhões, ele teria grandes chances de resolver o seu problema. 
Para este fim, foi adaptar caminhões dispensados pelo exército, introduzindo melhorias sucessivas na tecnologia de cada veículo. Pouco depois, em 1938, ele comprou os ativos da Fageol Motors de Oakland, Califórnia, por causa da sua necessidade de um registo personalizado para construir chassis de caminhão. Fageol tinha ido à falência em 1932. Em 1938, a Grande Depressão tinha conduzido o valor dos ativos a quase zero. Peterman adquiriu a fábrica de caminhões falida e começou a produzir caminhões para uso exclusivo na sua exploração de madeira. Em 1939, ele começou a vender seus caminhões principalmente para o público. T. A. Peterman morreu em 1945. Sua esposa Ida, vendeu a companhia para sete pessoas, menos a terra. Eles tornaram a empresa uma grande produtora de caminhões pesados. Em 1958, Ida Peterman anunciou planos de vender a terra para desenvolver um shopping center. Os acionistas, não tendo o desejo de investir em uma nova fábrica, venderam a PACCAR. PACCAR (Pacific Car & Foundry Co), segunda principal fabricante de vagões ferroviários, que estava procurando expandir sua fabricação de caminhões. Essa empresa, que adquiriu os ativos da Kenworth em 1945, já era uma empresa emergente no mercado de caminhões pesados.
Os modelos de caminhões Peterbilt normal e tradicionalmente começavam com um "2" para caminhões com um único eixo e com 3 para rodado duplo. Peterbilt eliminou essa distinção no final de 1970.

## Caminhões
260/360: O primeiro modelo fabricado. Produção brevemente interrompida durante a Segunda Guerra Mundial.
280/350: Este é o "clássico" nariz convencional construído entre 1949 e 1957. 
281/351: O clássico afinado nariz borboleta Peterbilt modelo feito a partir de 1954 até 1976, embora poucos foram feitos depois de 1968. O caminhão no filme clássico "Cult movie Duel" é um Peterbilt 281 de 1950. Primeiro projeto do (Não é um 351 porque ele tem um eixo de marca.) 351 também estava disponível depois de 1971, em um eixo dianteiro revés (SBFA configuração) (Peterbilt de tal), que visa o mercado da costa leste. Apelidado de "O lutador Autocar" por alguns funcionários. O SBFA 351 evoluiu para o 353. 
282/352: Tilt cab cab-over-engine (COE), modelo que substituiu o modelo 351 (não-inclinação) cabover com "Panorâmica Saf-T-Cab", em 1959. Formalmente apelidado de "pacemaker", por um funcionário na Peterbilt após um sorteio para os funcionários da casa em 1969 (o vencedor ganhou uma TV em cores). 1959-início de 1969: os faróis mais perto do radiador. A cabina UNILITE foi trabalhado por todos. Marcapasso chapa estilo 1969-1980. A cabine de marcapasso foi aperfeiçoado através da década de 1970. 352s marcapasso estavam disponíveis em tamanhos que variam de cabine 54 "a 110" pára-choques de trás da cabine (BBC). A Pacemaker 352 apareceu em "Knight Rider" como caminhão super-Golias. 
352h: modelo de cabine de alta introduzido circa 1975 para os motores maiores, com mais de táxi e 1510 m² no radiador, em vez da normal 1100 m² no radiador. O 352h era um concorrente Powerliner Freightliner. O 352h estava disponível em 86 "e 110 comprimentos" BBC e 63 muito raro "cab BBC. 
358: A 358 (única unidade de 288) foi capa Peterbilt de inclinação em primeiro lugar. Basicamente, um capuz de inclinação 351. Mais tarde, disponível com um capô de fibra de vidro. 358 estava disponível desde 1965 até 1976. 
359: Introduzida 1967 este foi o primeiro grande capuz inclinação de nariz convencional. (289 única unidade). 1967-1972 teve a pequena janela "UNILITE cab". O primeiro 359 foi spec'd como um destruidor e vendidos a Costa Counties Peterbilt. Em 1973, portas estilo do táxi série 1100, estreou com anteparo (final 1972) Distinctive "Corvette traço", acrescentou 1977. Nome formal "Dash da classe." A 359 estava em produção até 1987, quando foi substituído pelo seu sucessor, o modelo "379". Peterbilt 1987 produziu o 359 "Classic", uma tiragem limitada de 359 caminhões com placas traço numerado. As portas das anteparas estilo do táxi série 1100 são usadas ainda hoje. 
346: A segunda-Peterbilt mais raro de todos os tempos. Foi feita a partir de 1972–1975, e apenas 10 foram feitas. O 346 foi destinado a ser uma betoneira, descarga de caminhão, ou snowplow com versões 4x4 planejadas mas nunca construídas. A 346 apresentou o primeiro táxi UNILITE e foi vendido a Rinker Construção. Em Traverse City, MI, há um caminhão guindaste de 346 ainda em operação. (JB Selvidge) 
348: O 348 foi um capô de fibra de vidro destinadas a batedeira e despejo de aplicativos de caminhão. O capô inclinado oferecidas visibilidade adicional. Este foi primeiro Peterbilt fibra de vidro inclinado na capa (1970). A 348 estava em produção a partir de 1970 até 1986. O 349 foi semelhante, mas com uma capa ligeiramente mais largo. 349 foi posteriormente comercializada para o serviço da Auto-estrada leve na década de 1980. 348 6x6 usado um capuz SBFA 359-113. 
353: O 353 substituiu o 351 flat-fender e 381 modelos de construção em 1973. 353 tinha o estilo pit apartamento "pára-lamas, capô borboleta e foi destinada a construção. 
387: A 387 (1976-1987) parecia semelhante a um 353, mas tinha um frame mais pesado, mais longo capô, pára-lamas faixa plana e etapas undercab, pára-choques maiores e mais pesados óculos global. Originalmente concebido como um caminhão de carvão, o primeiro 387 foi construída em Madison, Tennessee fábrica em 1976 e pode ser visto em 1977 o folheto classe trabalhadora como um caminhão de carvão. (JB Selvidge) 
397: O maior Peterbilt construído, e o Peterbilt mais raro de todos os tempos, com apenas dois construída. Estes foram barraca construída unidades personalizadas com 40 "+ quadros amplo projetado para extrema uso off-road. Uma unidade foi destruída pelo fogo, os outros podem ainda estar em uso hoje. 
362: O 362 substituiu o envelhecimento 352 em 1981 como cabover da capitânia da companhia. 362 estava disponível com um grande centro pedaço do pára-brisa com limpadores de três ou duas peças do centro com dois limpadores. A mais recente foi o refinamento 362E, que tinha um eixo ligeiramente um retrocesso frente à frente mais molas. O último 362 foi construída como um SBFA para o uso de campos petrolíferos em agosto de 2005. 362 estava disponível nos tamanhos de táxi de 54 "a 110" BBC com SBFA tandem e orientar as opções. Houve também um 8x8 362. 
372: Projetado para alta eficiência e conforto do condutor, este foi o mais aerodinâmico cabover Peterbilt já construídas. A parte do nariz da cabine virada para a frente (semelhante ao COE 350 anos da década de 1950), permitindo o acesso a itens de manutenção. 372 estava em produção a partir de 1988 até 1993. O 372 mostrou que 10 + MPG pode ser conseguido com uma classe de 8 de caminhão. O caminhão tem a distinção de ser o mais incomum design Peterbilt oferecendo um olhar sinistro Darth Vader que alguns também se parecia com um motorhome (acho Winnebago) ou um capacete de futebol. 

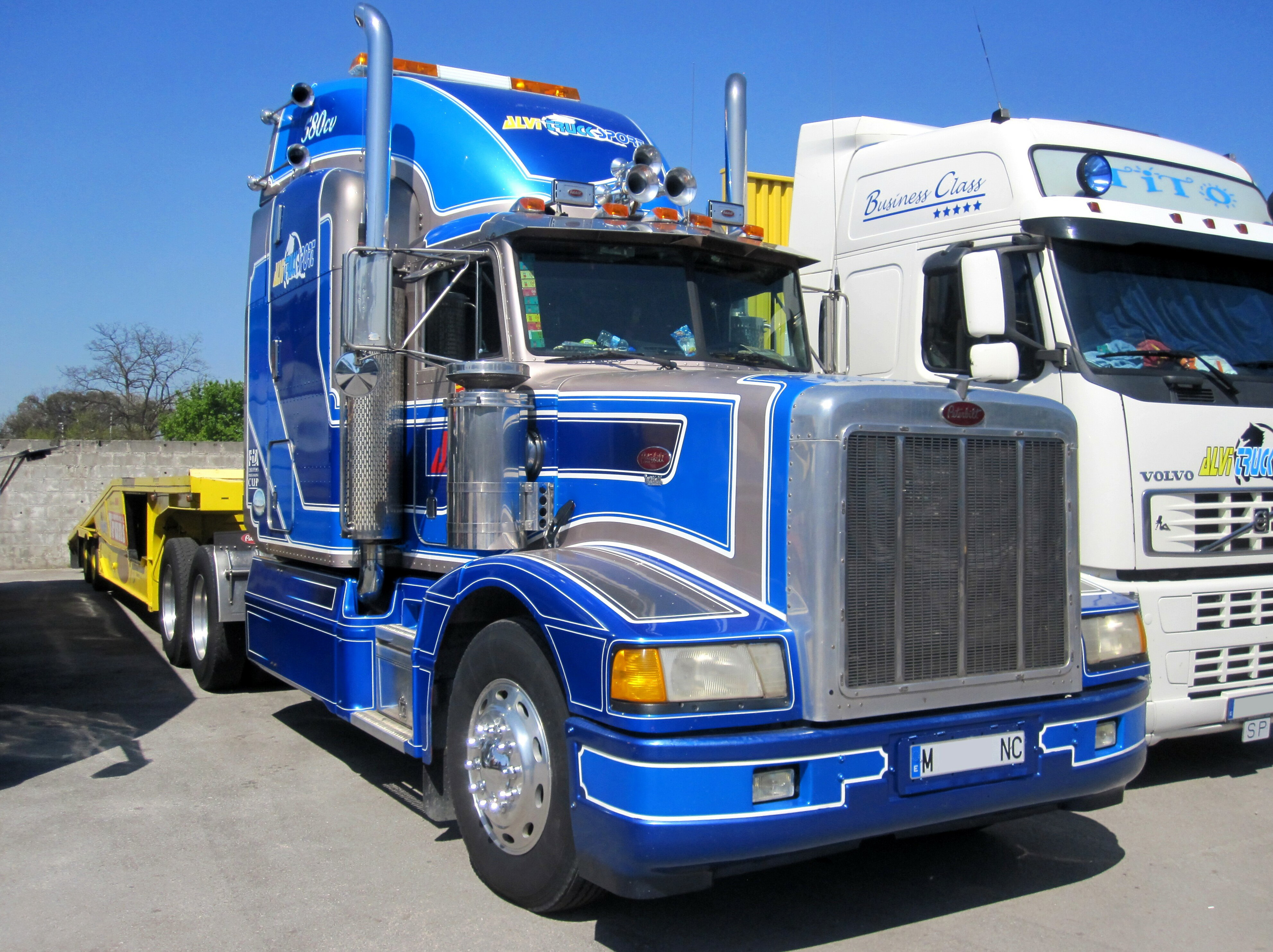
Peterbilt 377 estacionado

377: Peterbilt aerodinamicamente projetado convencional, com um capô de fibra de vidro e os faróis incorporados ao pára-lamas. Disponível em conjunto para a frente do eixo dianteiro (SFFA) e configurações SBFA. Disponível 1987 até 2000. Substituído pelo 387, em teoria, mas continuou como um 385-120.
378: Similar ao 379, o 378 tem uma capa de fibra de vidro e encosta íngreme capô. Ele não está disponível em um capô prolongado, mas está disponível em configurações SBFA. O 378 é muito popular em locais de caminhões e profissional, bem como sobre as aplicações rodoviárias. 1987–2007 disponível. Considerando que as 378 e 379 ambos estão disponíveis em um 119 "da BBC, o 378 fica de quatro polegadas (102 mm) acima da maior estrutura trilhos em comparação com o 379. Isso explica a ligeira inclinação para baixo do capô. 
357: o 357 parece um 378, compartilhando as capas diferentes (SBFa, SFFA, Vocacional "Heavy Haul" e versões de capô curto), mas é mais pesado spec'd para a construção e aplicações mais pesadas. 357 estava disponível em um 111 "BBC também. O 357 também estava disponível apartamento com pára-lamas, bem como o 353. A 378 e 357 SBFA recebeu um novo capô e grade / coroa para 2004. O exaustor profissional, estreou em 2004 para os clientes que necessitem de um potência frente à descolagem (FEPTO). Este modelo rapidamente se tornou popular como um caminhão pesado ou um tractor e se tornou conhecido como a opção HeavyHaul. 
385: o 385 parece uma 377 com uma capa mais inclinados. O 385 tem um capô mais inclinado, raso grelha surround / coroa que tinha 377 (no final do ano 377S e 385s eram quase indistinguíveis). Produzido para ser um concorrente directo para a Freightliner FLD. 385 1996-2007. 
379: O caminhão Peterbilt 379 foi carro-chefe a partir de 1987 até o ano 2007 modelo de manutenção de assinatura da placa de identificação do longa-styling nariz.

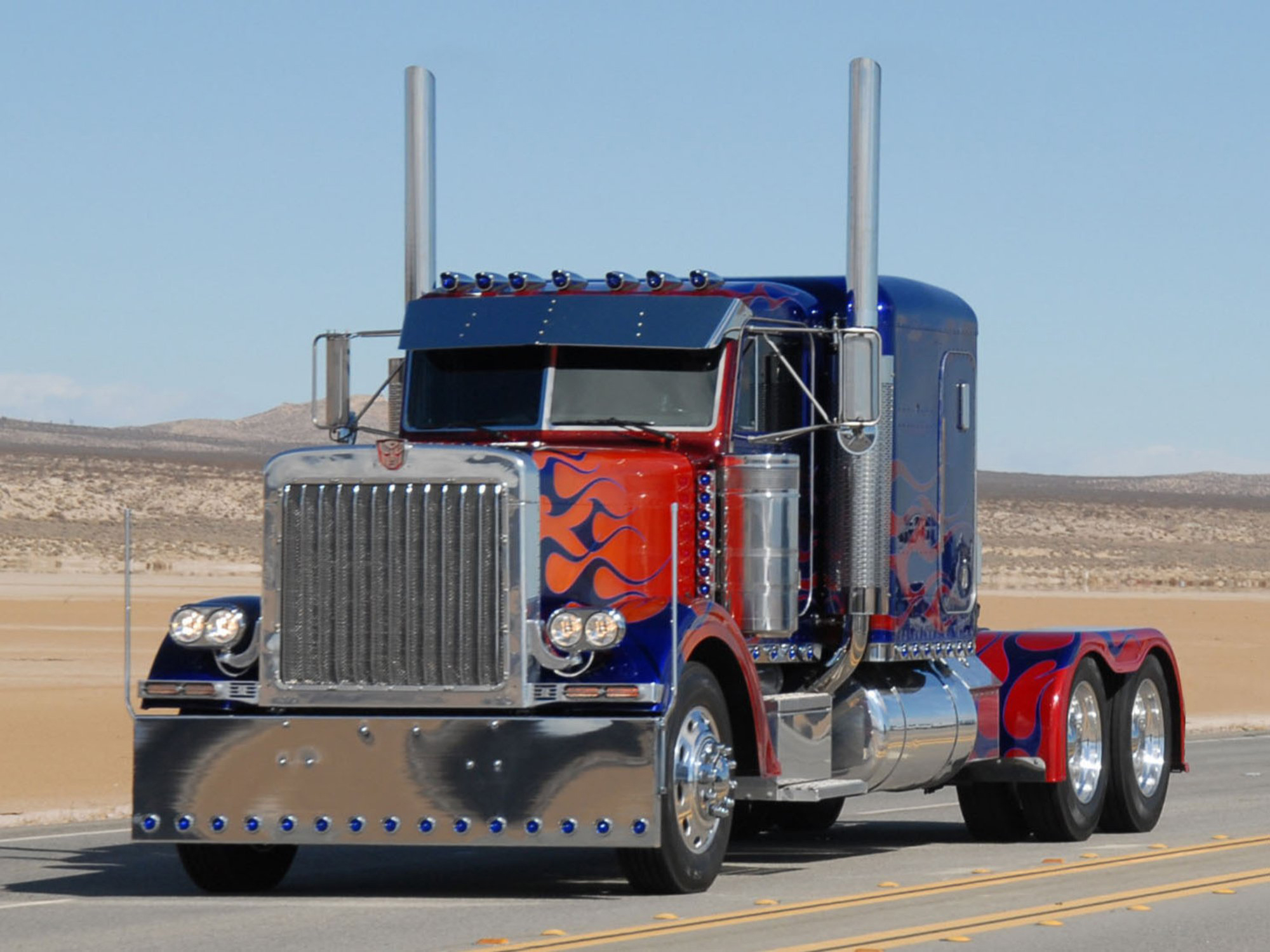
A carreta modelo 379 usada para Optimus Prime em Transformers.

 Disponível nas versões Standard (119 "BBC) e longo capô (127" BBC) comprimentos, o 379 é o último convencional sobre o caminhão-estrada disponíveis com uma capa de alumínio. Substituindo o "359", em 1987, ele permaneceu em produção até março de 2007 com os últimos 1.000 379s chamado de "Legacy Classe 379". A família recebeu 379 mudanças interiores através do executar 20 anos, como a "Praça do Traço", de 1987 a 2000, a "Ergonomic Dash" de 2001 a 2005, e os actuais "2006 + Dash" momento só está disponível no Ártico Gray ou subsaariana Tan. Peterbilt cair a longa duração "American Class interior" em 2005 com o fim do "Ergonomic Dash". A cor do traço principal era negro, até a "Ergonomic Dash" estava disponível, você também pode encomendá-lo em cinza, bege ou preto. Atualmente Peterbilt não oferece a 2006 "+ Dash" em preto. Peterbilt também fez alterações para as portas da cabina, no final de 2004, quando a janela de ventilação post foi eliminada e os espelhos retirada da porta da cabina. (Curiosamente, a cabina de "original" de Fageol não tinha janelas de ventilação e, portanto, um olhar retro foi atingido). A porta do passageiro recebeu uma janela peep muito maior. Nova versão maçanetas e locksets substituiu a 1972 unidades. Os modelos 2005 havia uma janela da porta do apartamento inferior borda. Para 2006 e 2007, as portas receberam uma nova janela com um ângulo-para-a-borda inferior da capa permitindo a visibilidade adicional, especialmente para a direita. Janelas laterais traseiros também se tornou disponível. O novo para 2005 cabina montada espelhos permitem ver reforçadas e permitir que o condutor a manter a sua visão para a frente sem se inclinar para ver o espelho. O vidro traseiro da cabine, foram introduzidas alterações a partir do original 36 "x 28" janela. O tamanho da janela Unibilt DAYCAB se tornou padrão em torno de 2003.

## Sleepers
Na década de 1960 e 1970 Peterbilt usava a casca de um dorminhoco KW Peterbilt com a pele, portas, teto e interior. 30 "e 36" travessas estavam disponíveis. Se um comprador queria um maior dorminhoco, Peterbilt trabalhou com Sleepers Mercury de 40 "e 60" custom médias e travessas. Mercury iria pintar o dorminhoco para combinar com a pintura de fábrica ou o dorminhoco podia vir com acabamento de alumínio polido. Em 1978 engenheiros Peterbilt foram incumbidos de fazer um grande dorminhoco. Eles projetaram o 63 "dorminhoco com portas arredondadas e um passeio através da cabina. O dorminhoco estreou em um 359-127" apelidado de "Big Mamoo" pelos engenheiros e pode ser visto na brochura de 1978 "Best in Class". Este caminhão também contou com o primeiro conjunto de faróis retangulares. O telhado levantada pela primeira vez (cubo grande) estava em um 359 em 1986 e com alterações (sem a mão direita à frente da porta) realizada para a família 379. Em 1994, o dorminhoco Unibilt estreou com suspensão pneumática carona para a cabina e dormitório com uma cabine grande para abertura do dorminhoco. A cabina Unibilt / option dorminhoco permitido para o dorminhoco para ser removido para uma conversão DAYCAB. O UltraSleeper Peterbilt foi a maior e mais luxuoso. At 70 "de comprimento, apresentava uma porta do lado direito do acesso, mesa, armário e um armário pequeno" molhado "acessível a partir do lado do condutor para armazenar botas, luvas e outros itens 'úmido'. UltraSleeper A última foi construída em 2005.

## Caminhões Peterbilt na cultura pop
No filme Encurralado, de 1971, um enferrujado caminhão tanque Peterbilt 281 é usado por um motorista invisível para perseguir e irritar o vendedor de eletrônicos David Mann, que a qualquer custo tenta matá-lo.
Já nos três primeiros filmes live-action de Transformers, o modo alternativo de Optimus Prime é um caminhão Peterbilt 379 com pintura de chamas.

## Ligação externa
- Peterbilt Motors Company